# 申耽
申 耽（しん たん、生没年不詳）は、中国後漢末期から三国時代の軍人。字は義挙。弟は申儀。

## 生涯
西平郡・上庸郡一帯で数千家を配下に置いていた豪族。初めは張魯と、次いで曹操と通じ、曹操からは将軍号と上庸都尉の職務を与えられる。
建安24年（219年）、上庸太守の官にあったが、劉備配下の劉封・孟達の軍勢が迫るとこれに降伏。劉備からは上庸太守・員郷侯の位を留め置かれ、さらに征北将軍を加官される。
黄初元年（220年）、孟達や申儀が魏に寝返り、劉封を敗走させる。魏は申儀に、申耽の地位を引き継がせた。後に申耽もまた魏に降り、懐集将軍の官を与えられると共に、南陽郡に移住することとなった。
申儀はその後、蜀漢に与した孟達の反乱阻止にも貢献するが、申耽のその後の動向は不明となっている。

## 三国志演義
羅貫中の小説『三国志演義』でも史実同様、曹操配下の上庸太守の官にあったが、劉封・孟達の進軍を受けてこれに降る（第76回）。劉備配下の上庸都尉となるが、関羽を救援しなかったことで劉備からの恨みを恐れる孟達の相談を受けると、また魏に降ることを進言。孟達討伐に失敗した劉封が上庸に帰還してくると反旗を翻し、劉封を撃退して、そのまま魏に降った（第79回）。
その後、魏の上庸太守として再登場し、孟達の反乱に与する素振りを見せる。新城に籠もる孟達の救援として現れるが、果たしてそれは偽りであり、城外へ出た孟達を攻撃。最後は申耽自ら孟達を槍で刺殺し、その戦功によって昇進する（第94回）。